# Franz Ortner (Theologe)
Franz Ortner (* 16. August 1943 in Tristach) ist ein österreichischer katholischer Kirchenhistoriker.

## Leben
Er studierte Philosophie und Theologie am Priesterseminar Klagenfurt,  Theologie 1965 an der Universität Salzburg und seit 1966 Studium irregulare Theologie, Geschichte, Alte Geschichte und Altertumskunde. Nach der Promotion zum Dr. theol. 1970 und Dr. phil. 1976 war er seit 1970 Assistent an der Theologischen Fakultät Salzburg. Nach der Sponsion zum Mag. phil. 1973 war er Vorsitzender der Studienkommission der Theologischen Fakultät Salzburg (1978–1987) für Fachtheologie, Selbständige Religionspädagogik und Kombinierte Religionspädagogik. Mit diesem Amt  war die Mitgliedschaft in fast allen Fakultäts-Kommissionen verbunden. Nach der Habilitation 1981 im Fach Kirchengeschichte (Neuere Kirchengeschichte) mit dem Thema Reformation, Katholische Reform und Gegenreformation im Erzstift Salzburg (gedruckt 1981, Universitätsverlag Anton Pustet, gefördert vom Fonds zur Förderung der wissenschaftlichen Forschung und der Dr.-Hans-Lechner-Stiftung) arbeitete er bei Salzburger Landesausstellungen 1981 und 1987 mit. Als Vertreter der Theologischen Fakultät war er Mitglied des Salzburger Landeskulturbeirates 1988–1993.